# Carmen Alcalde
Carmen Alcalde Garriga (Gerona, 1936) es una escritora y periodista feminista. Fundó la revista Vindicación Feminista el año 1976 junto con Lidia Falcón. Estudió Periodismo en Barcelona y Filosofía y Letras en Madrid. Escribe poesía, narrativa, ensayo y artículos periodísticos.

## Biografía
Comenzó colaborando en el diario gerundense Los Sitios (actual Diari de Girona) y en la revista Destino de Barcelona. Aunque en la época de la dictadura franquista, fundó y dirigió, con María Rosa Prat, el semanario Presència, que sufrió censura. Después, con la Ley Fraga, Carmen Alcalde fue varias veces expedientada debido a la revista. Más tarde, ha colaborado intensamente en las revistas Triunfo, Cuadernos para el Diálogo y Destino; y en el diario El Periódico de Catalunya. Fue también jefa de sección en el Diario Femenino, de donde la despidieron a causa de una colaboración de José Luis Aranguren en una encuesta a varias personalidades del momento en las que ella planteaba su opinión sobre el divorcio.
En el año 2000 fue galardonada con el Premio Periodístico Rosa del Desert.
En el año 2005 obtuvo el Premio de Honor de la Comunicación otorgado por la Diputación de Barcelona.

## Obra
- 1976 - La mujer en la Guerra Civil española. Editorial Cambio 16.
- 1979 - Cartas a Lilith. Bruguera
- 1996 - Mujeres en el franquismo: exiliadas, nacionalistas y opositoras. Flor del Viento Ediciones.
- 2005 - Vete y ama. Ediciones Carena.
- 2016 - Amar se escribe breve. Ediciones Carena.